# Korutanské vévodství
Vévodství korutanské (německy Herzogtum Kärnten, slovinsky Vojvodina Koroška) bylo vévodství na území, které se dnes nachází v jižní části Rakouska a na severu Slovinska. Zprvu bylo státem Svaté říše římské, později patřilo k Habsburské monarchii, bylo korunní zemí Rakouska a nakonec Rakouska-Uherska.

## Historie

Znak vévodství do roku 1246

Oddělilo se roku 976 od Bavorského vévodství jako první nově vytvořený říšský stát po původních německých vévodstvích (bavorského, lotrinského, franckého, saského a švábského). 

Mapa Rakouska s Korutanským vévodstvím (žlutě)

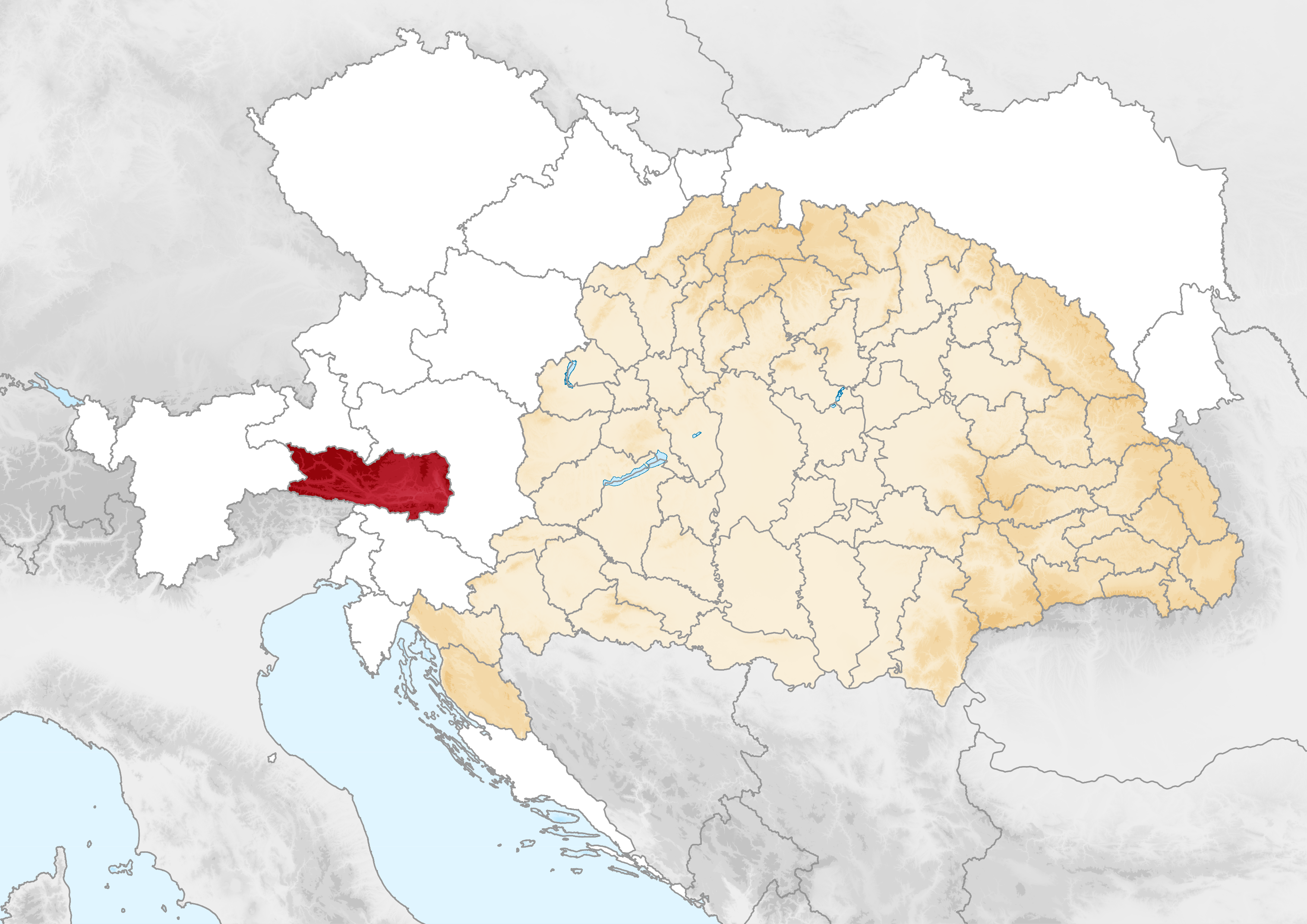
Korutanské vévodství v rámci Rakouska-Uherska

Korutany byly až do jejího zrušení roku 1806 součástí Svaté říše římské, ale od roku 1335 byly řízeny Habsburky v rámci jejich rakouských držav. V Rakousku resp. Rakousko-Uhersku také zůstaly jako jedna z korunních zemí až do rozpadu monarchie roku 1918. 
Na základě korutanského plebiscitu roku 1920 pak hlavní část bývalého vévodství vytvořila rakouskou spolkovou zemi Korutany.